# La Aldea (Guanajuato)
La Aldea es un pueblo del estado de Guanajuato. Situado en el municipio de Silao. Consta de más de 6000 habitantes (2010). Se encuentra a una altitud de 1760 metros de altitud por encima del nivel del mar. Fue fundado en el año de 1680 por Pedro Medina, originario de la ciudad de Guanajuato, GTO.
Entonces el propietario de estas tierras fue Francisco Alonso Navarro, quien vende a Pedro un terreno y en cual construyó su humilde casa y este fue el primer habitante que construyó aquí su vivienda. Pero en esos años a estas tierras se las conocía con el nombre de Monte de San Gregorio y contaba apenas con 11 habitantes después compraron los hermanos Navarro ellos eran 4 Juan, Mateo, Aurelio y Sabas pero pronto vendieron dejando una fracción de terreno de calle o camino real al lado sur para el Rancho de Puerta Grande, como medio camino y esa faja de terreno daba con los límites de la hacienda de Don Luis Castro, hoy San Juan de los Duran.